# Manono
För andra betydelser, se Manono (olika betydelser).

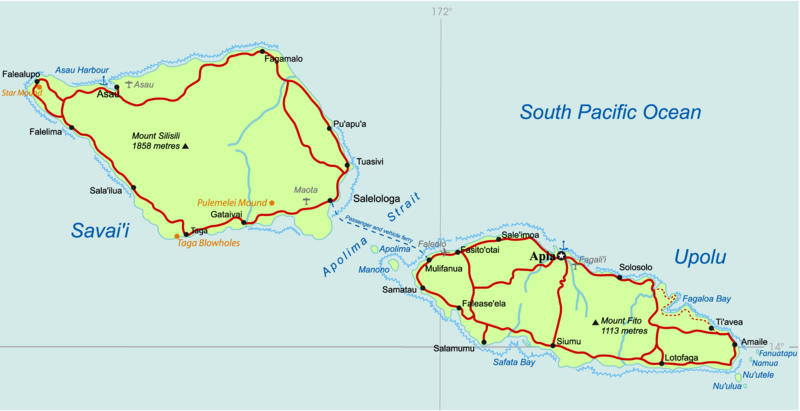
Lägeskarta

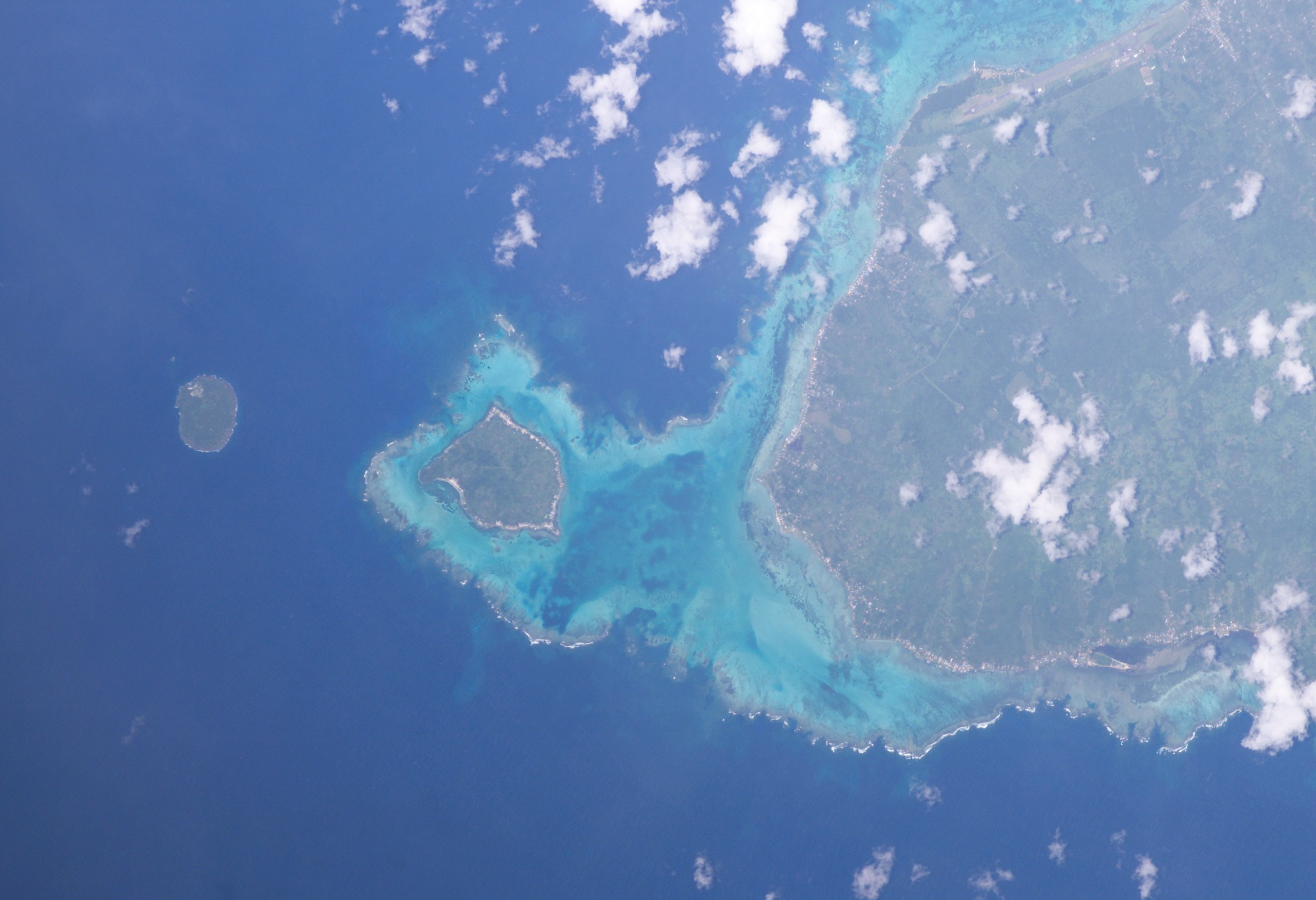
Manono, Upolo till höger

Manono (samoanska  'O Manono) är en ö i Samoa i södra Stilla havet.

## Geografi
Manono ligger cirka 3 km väster om huvudön Upolus västligaste punkt Kap Lefatu.
Ön är av vulkaniskt ursprung och har en areal om ca 2,90 km² med en längd på cirka 2,4 km och cirka 1,5 km bred. Det är den näst minsta bland de bebodda öarna i Samoa. och ön ligger i Apolimasundet innanför korallrevet som omger Upolu. Cirka 700 norr om Manono ligger den obebodda småön Nu'ulopa.
Den högsta höjden är Mount Tulimanuiva på ca 110 m ö.h.
Det finns varken bilar eller hundar på ön och endast en gångväg leder runt ön. Stora delar av ön utgörs av plantager.
Befolkningen uppgår till ca 500 invånare fördelade på 4 byar varav ca 200 bor i huvudorten Manono Uta på öns norra del, ca 150 i Apai på den västra delen, ca 100 i Lepuia'i på den sydvästra delen och ca 100 i Faleu på den södra delen. Förvaltningsmässigt ingår ön i distriktet "Aiga-i-le-Tai".
Ön kan endast nås med fartyg då den saknar flygplats. Det finns färjeförbindelser från Mulifanua på Upolu.

## Historia
Samoaöarna beboddes av polynesier sedan 1000-talet f.Kr..
Det historiska gravområdet "Grave of 99" och ett jordvärn längst upp på Mount Tulimanuiva vittar om denna tid.
Den franske upptäcktsresanden Jean-François de La Pérouse blev i december 1787 den förste europé att upptäcka Manono tillsammans med Apolima och Savaii då varken Jakob Roggeveen 1722 eller Louis Antoine de Bougainville 1768 siktade dessa öar.
2006 upptogs ön tillsammans med Apolima och Nu'ulopa på Samoas tentativa världsarvslista.